# 頭前溪橋列車出軌事故
頭前溪橋列車出軌事故是1981年3月8日發生於台灣的一件鐵路交通事故，台灣鐵路管理局一列自強號列車行經縱貫線新竹車站至竹北車站間頭前溪橋南端時撞上闖越平交道的砂石車而出軌翻落頭前溪河床，造成至少30人死亡，130人輕重傷。

## 事發經過
一列兩編組共10節車廂、由高雄出發北上，目的地基隆之北上1002次EMU100型自強號，行經新竹－竹北間頭前溪橋南端時，一輛熒琦貨運公司砂石車突然闖越平交道，自強號列車的司機員雖然在平交道前150公尺就發現砂石車並緊急煞車，但仍反應不及，砂石車被火車一路推擠了80公尺，接著列車出軌，向右從兩線鐵路橋間墜下頭前溪，第10號到第7號車廂皆翻落到乾涸的河床上，而第6號車廂則一軸出軌，懸掛在鐵路橋上。原本被自強號往前推的砂石車，則摔落在頭前溪鐵路橋的左側。除了造成人員傷亡與車輛毀損外，還造成兩根電車線電桿被撞斷，該路段枕木全毀。

## 事後處理
此事故造成肇事的砂石車司機當場死亡，列車乘客30人死亡、130人輕重傷，ED110報廢。時任行政院院長孫運璿等政府官員曾到場視察並探視傷患，事後每名死亡乘客發給撫恤金與喪葬費共新臺幣45萬元、受傷乘客每人發給慰問金新臺幣1萬5千元，臺鐵損失逾新臺幣1億3千多萬元；從此自強號電聯車均塗有橘紅色警示漆，即俗稱的「貓頭鷹紋」。平交道的問題也在此事故後進行改善，臺鐵勘查西部幹線電化區間全部平交道，將沒必要的第四種平交道封閉，而剩下的第四種平交道則提升為第三種甲等（有遮斷桿、閃光燈、警鈴等設備），廢止橋梁前無人看守的第四種平交道。
此外，臺鐵曾向肇事的熒琦貨運索賠，經過兩年的訴訟，僅獲拍賣該公司兩輛卡車的新臺幣11萬元作為賠償。